# Johann Rothmaler
Johann Rothmaler (selten auch Rothmahler; * 16. Juni 1601 in Frankenhausen; † 15. August 1650 in Rudolstadt) war ein deutscher lutherischer Geistlicher und Theologe.

## Leben
Rothmaler war der Sohn des Diakons Erasmus Rothmaler und dessen Frau Maria, einer Tochter des Pfarrers Johann Berichius in Sömmerda. Er erhielt seine erste Ausbildung an der Schule seiner Geburtsstadt. Von 1617 bis 1619 besuchte er die Klosterschule Ilfeld. Von 1619 bis 1621 absolvierte er das philosophische Grundstudium an der Universität Jena und wechselte noch 1621 zum Theologiestudium an die Universität Wittenberg, wo er vor allem Friedrich Balduin, Balthasar Meisner, Nikolaus Hunnius und Jakob Martini hörte. Im Juli 1623 erhielt er die Stelle eines Konrektors an seiner ehemaligen Schule in Frankenhausen. Im November 1624 wurde er Adjunkt des Superintendenten, 1625 Diakon und im Juni 1630 selbst Superintendent. Im August 1630 erwarb er das Lizenziat in der Theologischen Fakultät der Jenaer Universität. Im Januar 1632 wurde er schließlich feierlich zum Doktor der Theologie promoviert.
Rothmaler folgte 1635 einem Ruf des Grafen Ludwig Günther von Schwarzburg-Rudolstadt als Vize-Generalsuperintendent nach Rudolstadt. Ab 1636 wirkte er hier bis zu seinem Lebensende selbst als Generalsuperintendent. Eine seiner ersten Amtshandlungen war die Einweihung der erneuerten Stadtkirche in Rudolstadt im März 1636, in der er auch begraben liegt.
Rothmaler heiratete zweimal: im Juli 1626 Margaretha Elisabeth Offeney (1602–1631), dann im Juli 1631 Annemarie Scheffel (1607–1664). Aus der ersten Ehe gingen drei Töchter hervor, aus der zweiten Ehe weitere elf Kinder, darunter sechs Söhne, von denen wiederum drei das Erwachsenenalter erreichten: Johann Elias, Ludwig und Benedikt.

## Werke (Auswahl)
Abgesehen von mehreren Leichenpredigten erschienen die wenigsten Werke zu Lebzeiten Rothmalers – darunter eine kulturgeschichtlich interessante Brunnenschrift –, die meisten wurden postum von seinem Sohn Johann Elias herausgegeben.
- Disputatio inauguralis de missa, Jena 1630.
- Gottselige Betrachtung der Providenz und Vorsehung Gottes, wie sich dieselbe bei dem anizo hin und wieder eröffneten Heilbrunnen merklichen verspüren läßt, Jena 1646 (online).
- Oikonomia sapientiae ac prudentiae Christianae cum skiagraphia Papismi, Calvinismi et Photinianismi, Jena 1660 u. ö.
- Kreutz gläubiger Christen, Jena 1662.
- Wahres Erkentniß und Bekentniß Jesu Christi, Rudolstadt 1664.
- Acta Apostolorum enucleata, das ist Erklärung der Apostell Geschicht in hundert und fünff und sechtzig Predigten, in zwei Bänden, Jena 1671–1672.
- Ethica Christiana oder kurtze und eigendliche Beschreibung derer vornehmsten christlichen Tugenden, Richter, Altenburg 1675.